# Aplonobia aughrabiensis
Aplonobia aughrabiensis är en spindeldjursart som beskrevs av Meyer 1987. Aplonobia aughrabiensis ingår i släktet Aplonobia och familjen Tetranychidae. Inga underarter finns listade i Catalogue of Life.